# Dream Warriors (groupe)
Pour les articles homonymes, voir Dream Warriors (chanson).
Dream Warriors est un groupe de hip-hop canadien, originaire de Toronto, en Ontario. Actif de 1988 à 2002, il est alors composé de King Lou (Louis Robinson) et Capital Q (Frank Allert) qui forment le groupe en 1988, et rejoints par DJ Luv et Spek. Les Dream Warriors ont réalisé de nombreuses collaboration avec Gang Starr, Digable Planets, ou The Herbaliser.

## Biographie
King Lou (Louis Robinson) et Capital Q (Frank Allert) forment Dream Warriors en 1988,, issu des quartiers Jane and Finch et Willowdale à Toronto. La même année, King Lou fait ses débuts, apparaissant sur le single Victory Is Calling de Michie Mee et L.A. Luv, aux côtés de MC Lyte. Le duo commence à travailler en 1989, et se joint à l'équipe de production Beat Factory Productions. Ils signent chez 4th & B'way/Island Records et publient leur premier album apparenté jazz rap And Now the Legacy Begins en 1991. L'album est un succès critique au Canada et en Europe — avant de devenir un hit underground aux États-Unis.
L'album inclus les singles Wash Your Face in My Sink, My Definition of a Boombastic Jazz Style, et Ludi. Les deux premiers atteignent le Top 20 britannique et l'album est certifié disque d'or par le Canadian Recording Industry Association puis remporte un Juno Award. La chanson My Definition of a Boombastic Jazz Style est samplée dans Soul Bossa Nova de Quincy Jones. Également en 1991, ils collaborent au single Can't Repress the Cause, qui popularisera encore plus le hip-hop canadien, avec Dance Appeal, un supergroupe de Toronto composé de Devon, Maestro Fresh Wes, B-Kool, Michie Mee, Lillian Allen, Eria Fachin, HDV, Dionne, Thando Hyman, Carla Marshall, Messenjah, Jillian Mendez, Lorraine Scott, Lorraine Segato, Self Defense, Leroy Sibbles, Zama, et Thyron Lee White. En 1992, ils enregistrent Man Smart, Woman Smarter pour le film Buffy contre les vampires.
Pour leur nouvel album, Subliminal Simulation, les Dream Warriors collaborent avec le rappeur Spek (Hussain Yoosuf) et DJ Luv (ex-L.A. Luv ; Phillip Gayle). L'album, qui comprend des passages de spoken words, est accueilli de manière mitigée par la presse. Il comprend deux singles, Day in Day Out et California Dreamin'.
Dream Warriors publie un troisième album en 1996, The Master Plan, qui reste inédit aux États-Unis. Trois singles — Float On, What Do You Want 'Ladies'?, et Sound Clash (featuring Beenie Man) — sont inclus dans l'album. Plus tard dans l'année, ils enregistrent la version hip-hop de la chanson Edmonton Block Heater, qui parait sur l'album de compilation A Tribute to Hard Core Logo. Spek quitte le groupe en 1997 avant de se relocaliser au Royaume-Uni. DJ Luv part aussi la même année. En 1999, Anthology: A Decade of Hits 1988–1998, un florilège de titres, est publié chez Priority Records. Il comprend également de nouvelles chansons originales du duo. La compilation est bien accueillie.
En 2002, ils publient leur dernier album, The Legacy Continues..., qui paraît exclusivement au Canada. The Herbaliser produit le single Road of Many Signs qui figure dans l'album Very Mercenary en 1999. Les autres singles sont Breathe or Die et Unstoppable.

## Discographie
- 1991 : And Now the Legacy Begins (34e au Canada[8] ; 18e au Royaume-Uni[9])
- 1994 : Subliminal Simulation
- 1996 : The Master Plan
- 1999 : Anthology: A Decade of Hits 1988–1998
- 2002 : The Legacy Continues...

## Prix et nominations
- 1991 : Nomination au Juno Awards du meilleur enregistrement rap de l'année pour Wash Your Face in My Sink
- 1992 : Juno Awards de l'enregistrement rap de l'année pour My Definition of a Boombastic Jazz Style
- 1995 : Nomination au Juno Awards du meilleur enregistrement rap de l'année pour Subliminal Simulation
- 1997 : Nomination au Juno Awards du meilleur enregistrement rap de l'année pour The Master Plan